# Harry Potter và Hòn đá Phù thủy (phim)
Harry Potter và Hòn đá Phù thủy (tựa gốc tiếng Anh: Harry Potter and the Philosopher's Stone, phát hành ở Hoa Kỳ, Ấn Độ và Philippines với tên gọi Harry Potter and the Sorcerer's Stone) là một bộ phim giả tưởng năm 2001 được đạo diễn bởi Chris Colombus và được phát hành bởi Warner Bros. Pictures, dựa theo cuốn tiểu thuyết cùng tên năm 1997 của nhà văn Anh J. K. Rowling. Do David Heyman sản xuất và Steve Kloves viết kịch bản, đây là phần đầu tiên của loạt phim Harry Potter. Phim có sự tham gia của Daniel Radcliffe trong vai Harry Potter, Rupert Grint trong vai Ron Weasley và Emma Watson trong vai Hermione Granger. Câu chuyện kể về năm đầu tiên của Harry Potter ở Trường Phù thủy và Pháp sư Hogwarts khi phát hiện ra rằng mình là một phù thủy nổi tiếng và bắt đầu học tập tại đây.
Warner Bros. đã mua bản quyền phim cho cuốn sách này vào năm 1999 với giá 1 triệu bảng (1,65 triệu đô la năm 1999) theo báo cáo. Việc sản xuất bắt đầu ở Vương quốc Anh vào năm 2000, và Chris Columbus được chọn để đạo diễn cho bộ phim từ một danh sách rút ngắn cho vị trí đạo diễn bao gồm Steven Spielberg và Rob Reiner. Rowling nhấn mạnh rằng toàn bộ dàn diễn viên là người Anh và Ailen, và bộ phim được quay tại Hãng phim Leavesden và các tòa nhà lịch sử trên khắp Vương quốc Anh.
Phim được chiếu ra mắt ở Anh và Hoa Kỳ vào ngày 16 tháng 11 năm 2001. Phim đã đạt được thành công quan trọng cả về mặt doanh thu lẫn thương mại, thu về khoảng 975,8 triệu đô la tại các phòng vé trên toàn thế giới. Đây là phim có doanh thu cao nhất năm 2001 và là bộ phim có doanh thu cao thứ 47 mọi thời đại (thứ 2 tại thời điểm phát hành; sau Titanic) và là phần phim thứ hai thành công nhất của loạt phim Harry Potter sau Harry Potter và Bảo bối Tử thần - Phần 2. Bộ phim đã được đề cử cho nhiều giải thưởng, bao gồm Giải Oscar cho Nhạc phim hay nhất, Thiết kế sản xuất xuất sắc nhất và Thiết kế trang phục đẹp nhất. Bộ phim là phần đầu tiên trong tám phần phim; phần tiếp theo là Harry Potter và Phòng chứa Bí mật năm 2002 và kết thúc với Harry Potter và Bảo bối Tử thần - Phần 2 vào năm 2011, mười năm sau khi bộ phim đầu tiên được phát hành.

## Nội dung
Vào một đêm muộn, Albus Dumbledore và Minerva McGonagall, các giáo sư tại Trường Phù thủy và Pháp sư Hogwarts, cùng với người gác cổng Rubeus Hagrid, giao một đứa trẻ mồ côi tên là Harry Potter cho dì và chú của cậu, Petunia và Vernon Dursley, những người thân còn sống duy nhất của cậu.
Mười năm sau, ngay trước sinh nhật lần thứ mười một của Harry, những con cú bắt đầu chuyển những bức thư được gửi cho cậu. Khi nhà Dursley ngược đãi không cho phép Harry mở bất cứ lá thư nào và chạy trốn đến một túp lều trên đảo, Hagrid đến để đích thân đưa lá thư chấp nhận của Harry cho trường Hogwarts. Hagrid cũng tiết lộ rằng cha mẹ của Harry, James và Lily, đã bị giết bởi một phù thủy hắc ám tên là Chúa tể Voldemort. Lời nguyền Giết chóc mà Voldemort đã tạo ra đã phản lại, phá hủy cơ thể của Voldemort và tạo cho Harry vết sẹo hình tia chớp. Hagrid sau đó đưa Harry đến Hẻm Xéo để lấy đồ dùng học tập và đưa cho cậu một con cú tuyết cưng mà cậu đặt tên là Hedwig. Harry mua một cây đũa phép được kết nối với cây đũa phép của chính Voldemort.
Tại nhà ga Ngã tư Vua, Harry lên chuyến tàu tốc hành Hogwarts. Cậu gặp Ron Weasley và Hermione Granger, một phù thủy gốc Muggle. Đến Hogwarts, Harry cũng gặp Draco Malfoy, người xuất thân từ một gia đình phù thủy giàu có, thuần huyết. Hai người ngay lập tức trở thành đối thủ. Các học sinh tập trung tại Đại sảnh nơi chiếc Mũ phân loại sắp xếp các học sinh năm đầu tiên trong bốn Nhà tương ứng: Gryffindor, Hufflepuff, Ravenclaw và Slytherin. Harry được xếp vào Nhà Gryffindor cùng với Ron và Hermione, trong khi Draco được xếp vào Nhà Slytherin, một Nhà dành cho các phù thủy hắc ám.
Khi Harry học phép thuật, cậu biết thêm về cha mẹ mình và Voldemort. Tài năng bay chổi của Harry đã giúp Harry được tuyển chọn làm Tầm thủ trẻ tuổi nhất cho đội Quidditch của Gryffindor trong một thế kỷ. Trong khi quay trở lại phòng sinh hoạt chung của Gryffindor, cầu thang đổi lối, dẫn Harry, Ron và Hermione lên tầng ba, nơi bị hạn chế. Ở đó, họ phát hiện ra một con chó ba đầu khổng lồ tên là Fluffy. Vào Halloween, Ron xúc phạm Hermione sau khi cô bé thể hiện trong lớp học Bùa chú. Cảm thấy bực bội, Hermione dành cả buổi chiều để khóc trong phòng tắm nữ. Đêm đó, một con Quỷ lùn khổng lồ đi cướp bóc vào đó, nhưng Harry và Ron đã cứu Hermione, và cả ba làm lành và trở thành bạn thân sau khi Hermione nhận lỗi bằng cách tuyên bố rằng cô ấy đã đi tìm con Quỷ lùn.
Bộ ba phát hiện ra rằng Fluffy đang canh giữ Hòn đá Phù thủy, một vật thể ma thuật có thể biến kim loại thành vàng và tạo ra một loại thuốc trường sinh bất tử. Harry nghi ngờ rằng giáo viên Độc dược và là người đứng đầu Nhà Slytherin, Severus Snape, muốn cướp viên đá để đưa Voldemort trở lại dạng vật chất. Khi Hagrid tình cờ tiết lộ rằng âm nhạc khiến Fluffy ngủ say, Harry, Ron và Hermione quyết định đi tìm viên đá trước Snape. Fluffy đã ngủ, nhưng bộ ba phải đối mặt với những rào cản khác, bao gồm một loài thực vật chết người tên là Tấm lưới Sa tăng, một căn phòng chứa đầy những phím bay hung hãn và một trò chơi cờ vua khổng lồ đánh gục Ron.
Sau khi vượt qua các chướng ngại, Harry phát hiện ra rằng giáo viên môn Phòng chống lại Nghệ thuật Hắc ám, Quirinus Quirrell muốn có viên đá; Snape đã hiểu ra điều đó và đang bảo vệ Harry. Quirrell cởi bỏ khăn xếp và để lộ một Voldemort suy yếu sống ở phía sau đầu của hắn ta. Bùa hộ mệnh của cụ Dumbledore đặt viên đá vào quyền sở hữu của Harry. Voldemort cố gắng mặc cả viên đá từ Harry để đổi lấy cha mẹ của mình hồi sinh, nhưng Harry đã nhìn thấu được mánh khóe của hắn và từ chối. Quirrell định giết Harry. Khi Harry chạm vào da của Quirrell, nó sẽ đốt cháy Quirrell, biến hắn thành tro. Linh hồn của Voldemort trỗi dậy từ đống tro và trốn thoát, hạ gục Harry khi nó đi qua cậu.
Harry hồi phục trong bệnh xá của trường. Cụ Dumbledore nói rằng viên đá đã được phá hủy để tránh bị lạm dụng, và Ron và Hermione vẫn an toàn. Cụ Dumbledore tiết lộ cách Harry đánh bại Quirrell: Khi Lily chết để cứu Harry, một sự bảo vệ dựa trên tình yêu chống lại Voldemort đã được đặt lên anh. Harry, Ron và Hermione được thưởng điểm cho tính anh hùng của họ, giúp họ giành vị trí đầu tiên với Slytherin. Sau đó, cụ Dumbledore thưởng mười điểm cho người bạn cùng nhà Neville Longbottom vì đã can đảm đứng lên đấu tranh với bộ ba, trao Cúp Nhà cho Nhà Gryffindor. Harry trở lại nhà Dursley vào kỳ nghỉ hè hè, hạnh phúc vì cuối cùng đã có một ngôi nhà thực sự ở Hogwarts.

## Diễn viên
- Daniel Radcliffe trong vai Harry Potter:
 Một cậu bé mồ côi 11 tuổi sống với người dì, chú và anh họ không thân thiện của mình, người biết về danh tiếng của mình là một phù thủy được biết là đã sống sót sau khi cha mẹ mình bị sát hại dưới bàn tay của phù thủy hắc ám Chúa tể Voldemort là một đứa trẻ sơ sinh khi cậu được nhận vào Trường Phù thủy và Pháp sư Hogwarts. Columbus đã muốn Radcliffe cho vai diễn này kể từ khi nhìn thấy anh ấy trong bộ phim David Copperfield của đài BBC, trước khi các buổi casting mở diễnra, nhưng đã được giám đốc tuyển chọn Susan Figgis cho biết rằng cha mẹ bảo vệ của Radcliffe sẽ không cho phép con trai họ tham gia. phần. Columbus giải thích rằng sự kiên trì của ông trong việc giao cho Radcliffe vai trò là nguyên nhân khiến Figgis từ chức. Radcliffe được yêu cầu thử vai vào năm 2000, khi Heyman và Kloves gặp anh và bố mẹ anh tại một xưởng sản xuất Stones in His Pockets ở London. Heyman và Columbus đã thuyết phục thành công cha mẹ của Radcliffe rằng con trai của họ sẽ được bảo vệ khỏi sự xâm nhập của phương tiện truyền thông, và họ đồng ý để anh đóng vai Harry.  Rowling chấp thuận việc chọn vai của Radcliffe, nói rằng "đã xem thử màn hình của [anh ấy], tôi không nghĩ Chris Columbus có thể tìm thấy một Harry tốt hơn." Radcliffe được cho là đã được trả 1 triệu bảng Anh cho bộ phim, mặc dù anh ta cảm thấy khoản phí này "không quan trọng lắm" đối với anh ta. William Moseley, người sau này được chọn vào vai Peter Pevensie trong loạt phim The Chronicles of Narnia, cũng đã đến thử vai cho vai diễn này. Bộ ba sinh ba Saunders xuất hiện như Harry khi còn nhỏ.
- Rupert Grint trong vai Ron Weasley:
 Bạn thân nhất của Harry tại Hogwarts và là thành viên trẻ hơn của gia đình phù thủy Weasley. Một người hâm mộ của bộ truyện, Grint đã quyết định rằng anh ấy sẽ là người hoàn hảo cho phần "bởi vì [anh ấy] có mái tóc màu gừng". Sau khi xem báo cáo trên Newsround về buổi casting mở, anh ấy đã gửi trong một video tự rap về cách anh ấy mong muốn nhận được vai diễn. Nỗ lực của anh ấy đã thành công khi đội tuyển diễn viên yêu cầu một cuộc gặp với anh ấy. Thomas Brodie-Sangster đã thử vai nhưng bị từ chối.
- Emma Watson vai Hermione Granger:
 Bạn thân khác của Harry và là bộ ba của bộ ba. Giáo viên sân khấu ở Oxford của Watson đã chuyển tên của cô ấy cho các đại lý tuyển diễn viên và cô ấy đã phải thực hiện hơn năm cuộc phỏng vấn trước khi nhận được vai diễn.  Watson rất coi trọng buổi thử vai của mình, nhưng "chưa bao giờ thực sự nghĩ rằng [cô ấy] có bất kỳ cơ hội nào để nhận được vai diễn này."  Các nhà sản xuất đã rất ấn tượng trước sự tự tin của Watson và cô ấy làm tốt hơn hàng nghìn cô gái khác đã nộp đơn.
- John Cleese trong vai Nick gần như không đầu: Bóng ma của Ngôi nhà Gryffindor.
- Robbie Coltrane trong vai Rubeus Hagrid:
 Người nửa khổng lồ và là người quản trò của trường Hogwarts. Coltrane là một trong hai diễn viên Rowling mong muốn nhất, cùng với Smith trong vai McGonagall. Coltrane, người đã là một fan hâm mộ của những cuốn sách, đã chuẩn bị cho vai diễn này bằng cách thảo luận về quá khứ và tương lai của Hagrid với Rowling. Theo Figgis, Robin Williams quan tâm đến việc tham gia bộ phim, nhưng đã bị từ chối cho vai Hagrid vì quy tắc "nghiêm ngặt chỉ dành cho người Anh và Ailen" mà Columbus kiên quyết duy trì.
- Warwick Davis trong vai Filius Flitwick: Bậc thầy Bùa chú và là người đứng đầu Nhà Ravenclaw. Davis cũng đóng hai vai khác trong phim: Người kể chuyện của Goblin Head ở Gringotts, và lồng tiếng cho Griphook, người do Verne Troyer thể hiện.
- Richard Griffiths vai Vernon Dursley: Ông chú Muggle của Harry.
- Richard Harris trong vai Albus Dumbledore: Hiệu trưởng trường Hogwarts và là một trong những pháp sư nổi tiếng và quyền năng nhất mọi thời đại. Ban đầu Harris từ chối vai diễn, chỉ để đảo ngược quyết định của mình sau khi cháu gái của ông tuyên bố rằng cô ấy sẽ không bao giờ nói chuyện với ông nữa nếu ông không nhận vai. Patrick McGoohan ban đầu được mời đóng vai và tỏ ra quan tâm, nhưng đã từ chối vì vấn đề sức khỏe. Sean Connery cũng được mời đóng vai này nhưng đã từ chối vì không hứng thú với chủ đề của bộ phim.
- Ian Hart trong vai Quirinus Quirrell:
 Giáo viên môn Phòng chống Nghệ thuật Hắc ám nói lắp tại Hogwarts. David Thewlis đã thử vai; sau đó anh được chọn vào vai Remus Lupin trong Harry Potter và Tù nhân Azkaban. Hart cũng lồng tiếng cho Chúa tể Voldemort, trong khi Richard Bremmer cung cấp ngoại hình của hắn và miêu tả hắn như một nhân vật trùm đầu trong một đoạn hồi tưởng.
- John Hurt trong vai ông Ollivander: một thợ làm đũa phép được đánh giá cao và là chủ sở hữu của tiệm Ollivanders.
- Alan Rickman trong vai Severus Snape: Bậc thầy Độc dược và là người đứng đầu Nhà Slytherin. Tim Roth là sự lựa chọn ban đầu cho vai diễn này, nhưng anh đã từ chối nó cho Planet of the Apes .
- Fiona Shaw vai Petunia Dursley: dì Muggle của Harry.
- Maggie Smith vai Minerva McGonagall: Hiệu phó, người đứng đầu Gryffindor và là giáo viên dạy biến hình tại Hogwarts. Smith là một trong hai diễn viên Rowling mong muốn nhất, cùng với Coltrane trong vai Hagrid.
- Julie Walters trong vai Molly Weasley: Mẹ của Ron. Cô chỉ cho Harry cách đến Sân ga 9 3⁄4.

Ngoài ra, Zoë Wanamaker xuất hiện trong vai Madame Hooch, người hướng dẫn bay của Hogwarts; Tom Felton đóng vai Draco Malfoy, một học sinh ở Slytherin và là đối thủ của Harry; trước khi được chọn vào vai Draco, Felton đã thử vai Harry và Ron. Harry Melling đóng vai Dudley Dursley, anh họ của Harry; và David Bradley xuất hiện trong vai Argus Filch, người chăm sóc của Hogwarts. Matthew Lewis, Devon Murray và Alfred Enoch đống vai Neville Longbottom, Seamus Finnigan và Dean Thomas lần lượt là ba học sinh năm nhất ở Gryffindor; James và Oliver Phelps đóng vai hai anh em sinh đôi Fred và George Weasley, cặp anh em song sinh và anh trai của Ron, trong khi Chris Rankin xuất hiện trong vai người anh trai khác của anh ta là Percy, một Huynh trưởng của Nhà Gryffindor, và Bonnie Wright xuất hiện trong vai Ginny, em gái của Ron. Sean Biggerstaff đóng vai Oliver Wood, Người gác đền đội Quidditch nhà Gryffindor; Jamie Waylett và Joshua Herdman đóng vai Crabbe và Goyle, tay sai của Malfoy; và Leslie Phillips lồng tiếng cho Chiếc nón phân loại. Derek Deadman đóng vai Tom, chủ quán trọ của The Leaky Cauldron; và Elizabeth Spriggs xuất hiện với tư cách là Bà Béo, một bức tranh tại Hogwarts.

## Sản xuất

### Phát triển
Năm 1997, nhà sản xuất David Heyman đã tìm kiếm một cuốn sách thiếu nhi có thể chuyển thể thành phim được đón nhận nồng nhiệt.  Ông đã lên kế hoạch sản xuất cuốn tiểu thuyết The Ogre Downstairs của Diana Wynne Jones , nhưng kế hoạch của ông đã thất bại. Nhân viên của ông tại Heyday Films sau đó đã gợi ý về Harry Potter và Hòn đá phù thủy , mà trợ lý của ông tin rằng "một ý tưởng tuyệt vời".  Heyman trình bày ý tưởng với Warner Bros.  và vào năm 1999, Rowling đã bán cho công ty bản quyền bốn cuốn sách Harry Potter đầu tiên với giá 1 triệu bảng Anh.  Rowling yêu cầu Heyman giữ chặt dàn diễn viên người Anh và Ireland; trường hợp thứ hai có Richard Harris trong vai Dumbledore và Fiona Shaw trong vai Petunia Dursley, và không tuyển diễn viên nước ngoài trừ khi thực sự cần thiết, như tuyển diễn viên Pháp và Đông Âu trong Harry Potter và Chiếc cốc lửa (2005), nơi các nhân vật trong sách được chỉ định như vậy.  Rowling đã do dự trong việc bán bản quyền vì cô ấy "không muốn cho họ quyền kiểm soát phần còn lại của câu chuyện" bằng cách bán quyền cho các nhân vật, điều này sẽ cho phép Warner Bros. làm cho phim không phải là tác giả viết. phần tiếp theo. 

Mặc dù Steven Spielberg ban đầu đã đàm phán để đạo diễn bộ phim, nhưng ông đã từ chối lời đề nghị.  Spielberg được cho là muốn bản chuyển thể trở thành một bộ phim hoạt hình , với diễn viên người Mỹ Haley Joel Osment sẽ lồng tiếng cho Harry Potter,  hoặc một bộ phim kết hợp các yếu tố từ những cuốn sách tiếp theo.  Spielberg cho rằng, theo quan điểm của ông, điều đó giống như "bắn vịt vào thùng. Nó chỉ là một trò lừa đảo . Nó giống như rút một tỷ đô la và đưa vào tài khoản ngân hàng cá nhân của bạn. Không có gì thách thức cả." Rowling khẳng định rằng bà không có vai trò gì trong việc chọn đạo diễn cho các bộ phim và rằng "người nghĩ rằng tôi có thể (hoặc sẽ) 'phủ quyết' [ sic ] anh ấy [Spielberg] cần Quick-Quotes Quill của họ được phục vụ."  Heyman nhớ lại rằng thay vào đó Spielberg quyết định chỉ đạo A.I. Artificial Intelligence.
—Lorenzo di Bonaventura
Sau khi Spielberg rời đi, các cuộc đàm phán bắt đầu với các đạo diễn khác, bao gồm Chris Columbus, Terry Gilliam, Jonathan Demme, Mike Newell (người sau này sẽ đạo diễn phần phim thứ tư), Alan Parker, Wolfgang Petersen, Rob Reiner, Ivan Reitman, Tim Robbins, Brad Silberling, M. Night Shyamalan và Peter Weir.  Petersen và Reiner đều rút khỏi cuộc thi vào tháng 3 năm 2000,  và sự lựa chọn bị thu hẹp lại cho Silberling, Columbus, Parker và Gilliam. Đạo diễn lựa chọn đầu tiên của Rowling là Terry Gilliam, nhưng Warner Bros. đã chọn Columbus, với lý do công việc của ông trên các bộ phim gia đình khác như Home Alone (1990) và Mrs. Doubtfire (1993) có ảnh hưởng đến quyết định của họ. Columbus đã trở thành một fan hâm mộ của bộ sách này sau khi con gái của ông thuyết phục ông đọc ba cuốn sách đầu tiên, khiến ông gọi cho người đại diện của mình để sắp xếp một cuộc họp tại Warner Bros. để chỉ đạo bộ phim. Khi người đại diện của anh ta nói với anh ta rằng có ít nhất 25 đạo diễn khác háo hức chỉ đạo dự án, Columbus đã yêu cầu người đại diện của anh ta đảm bảo cuộc họp của anh ta là cuộc họp cuối cùng để anh ta có thể tạo ra "ấn tượng lâu dài" và là "người mới nhất trong trí nhớ của họ" ". Trong suốt hai tuần chờ đợi, Columbus đã viết một phiên bản kịch bản dài 130 trang của đạo diễn để giải thích tầm nhìn của ông đối với giai điệu của bộ phim. Ngày gặp gỡ của anh ấy với các giám đốc điều hành Warner bao gồm Alan F. Horn, Columbus đã đưa ra một "bài nói chuyện kéo dài 45 phút đầy hấp dẫn" và cho họ xem kịch bản có chú thích của ông. Nhiều tuần sau, hãng phim thông báo với Columbus rằng anh đã nhận được công việc và cử anh đến Scotland để gặp Rowling và Heyman.  Columbus bày tỏ tầm nhìn của mình về bộ phim trong hai giờ, nói rằng ông muốn những cảnh Muggle "ảm đạm và thê lương" nhưng những cảnh lấy bối cảnh thế giới phù thủy "phải ngập tràn màu sắc, tâm trạng và chi tiết." Ông lấy cảm hứng từ các tác phẩm chuyển thể của David Lean là Great Expectations (1946) và Oliver Twist (1948), với mong muốn sử dụng "loại bóng tối đó, loại góc cạnh đó, chất lượng đó cho tác phẩm điện ảnh," đồng thời được truyền cảm hứng sâu hơn từ màu sắc thiết kế từ Oliver! (1968) và The Godfather (1972). 
Steve Kloves đã được chọn để viết kịch bản. Ông mô tả việc chuyển thể cuốn sách là "khó khăn", vì nó không "phù hợp với việc chuyển thể cũng như hai cuốn sách tiếp theo."  Kloves thường nhận được bản tóm tắt của những cuốn sách được đề xuất làm phim chuyển thể từ Warner Bros., cuốn sách mà anh "hầu như chưa bao giờ đọc", nhưng Harry Potter đã phản đối anh.  Anh ấy đi ra ngoài và mua cuốn sách, và trở thành một người hâm mộ bộ truyện ngay lập tức.  Khi nói chuyện với Warner Bros., ông nói rằng bộ phim phải là của Anh, và phải đúng với các nhân vật.  Kloves đã rất lo lắng khi lần đầu tiên gặp Rowling vì anh không muốn cô nghĩ rằng anh sẽ "[phá hủy] đứa con của cô." Rowling thừa nhận rằng cô ấy "thực sự đã sẵn sàng để ghét Steve Kloves này", nhưng nhớ lại cuộc gặp ban đầu của cô ấy với anh ấy: "Lần đầu tiên tôi gặp anh ấy, anh ấy đã nói với tôi, 'Bạn biết nhân vật yêu thích của tôi là ai không?' Và tôi nghĩ, bạn sẽ nói Ron. Tôi biết bạn sẽ nói Ron. Nhưng anh ấy nói 'Hermione.' Và tôi gần như tan chảy."  Rowling nhận được một lượng lớn quyền kiểm soát sáng tạo, một sự sắp xếp mà Columbus không bận tâm.
Ban đầu Warner Bros. đã lên kế hoạch phát hành bộ phim vào cuối tuần 4 tháng 7 năm 2001, do thời gian sản xuất ngắn đến mức một số đạo diễn được đề xuất đã tự rút lui. Do hạn chế về thời gian, ngày này được lùi lại thành ngày 16 tháng 11 năm 2001.

### Tuyển diễn viên
Rowling nhấn mạnh rằng dàn diễn viên phải là người Anh.  Susie Figgis được bổ nhiệm làm giám đốc tuyển chọn, làm việc với cả Columbus và Rowling trong việc thử vai chính của Harry, Ron và Hermione.  Các cuộc gọi tuyển diễn viên mở đã được tổ chức cho ba vai chính,  chỉ có những trẻ em người Anh được xem xét.  Buổi thử vai chính diễn ra trong ba vòng, với những người thử vai phải đọc một trang trong cuốn tiểu thuyết, sau đó để ứng biến một cảnh các học sinh đến trường Hogwarts, và cuối cùng là đọc một vài trang từ kịch bản trước mặt Columbus.  Các cảnh trong kịch bản của Columbus cho Young Sherlock Holmes (1985) cũng được sử dụng trong các buổi thử vai. Vào ngày 11 tháng 7 năm 2000, Figgis rời khỏi quá trình sản xuất, phàn nàn rằng Columbus không coi bất kỳ đứa trẻ nào trong số hàng ngàn đứa trẻ mà họ đã thử vai là "xứng đáng".  Đến tháng 8 năm 2000, Alan Rickman và Richard Harris đang đàm phán cuối cùng để đóng vai Severus Snape và Albus Dumbledore,  và được xác nhận vào cuối tháng đó.  Vào ngày 14 tháng 8 năm 2000, các diễn viên yêu thích của Rowling là Maggie Smith và Robbie Coltrane được chọn vào vai Minerva McGonagall và Rubeus Hagrid.  Vào ngày 21 tháng 8 năm 2000, Daniel Radcliffe và những người mới đến Rupert Grint và Emma Watson lần lượt được chọn đóng vai Harry Potter, Ron Weasley và Hermione Granger.  Vào tháng 11 năm 2000, Julie Walters và John Cleese tham gia vào dàn diễn viên lần lượt với vai Molly Weasley và Nick suýt mất đầu.

### Thiết kế và hiệu ứng đặc biệt
Judianna Makovsky là nhà thiết kế trang phục. Cô ấy đã thiết kế lại những chiếc áo choàng Quidditch, ban đầu dự định sử dụng những chiếc áo choàng được in trên trang bìa của cuốn sách Mỹ, nhưng cho rằng chúng là "một mớ hỗn độn." Thay vào đó, cô ấy mặc cho các cầu thủ Quidditch "áo len preppie, quần chẽn đấu kiếm thế kỷ 19 và bộ bảo vệ cánh tay."  Nhà thiết kế sản xuất Stuart Craig đã xây dựng các bộ tại Leavesden Studios, bao gồm cả Đại sảnh đường Hogwarts, dựa trên nhiều nhà thờ lớn ở Anh. Mặc dù ban đầu được yêu cầu sử dụng một con phố cũ hiện có để quay các cảnh trong Hẻm Xéo, Craig đã quyết định xây dựng phim trường của riêng mình, bao gồm kiến trúc Tudor, Georgia và Queen Anne . 
Ban đầu Columbus dự định sử dụng cả hoạt hình điện tử và hoạt hình CGI để tạo ra các sinh vật huyền bí, bao gồm cả Fluffy.  Nick Dudman, người làm việc trong Star Wars: Episode I – The Phantom Menace, được giao nhiệm vụ tạo ra các bộ phận giả cần thiết, với Jim Henson's Creature Shop cung cấp các hiệu ứng sinh vật.  John Coppinger nói rằng các sinh vật huyền bí cần được tạo ra phải được thiết kế nhiều lần.  Bộ phim có gần 600 cảnh quay hiệu ứng đặc biệt, với sự tham gia của nhiều công ty. Công nghiệp Ánh sáng & Phép thuật đã tạo ra khuôn mặt của Chúa tể Voldemort trên mặt sau của phim hoạt hình Quirrell, Rhythm & Hues Norbert (Chú rồng con của Hagrid); và Sony Pictures Imageworks đã sản xuất các cảnh Quidditch.

## Những điểm khác so với sách
Columbus liên tục kiểm tra với Rowling để đảm bảo rằng ông đã chỉnh sửa các chi tiết nhỏ.  Kloves mô tả bộ phim là "thực sự trung thành" với cuốn sách. Anh ấy đã thêm lời thoại, trong đó Rowling đã chấp thuận. Một trong những lời thoại ban đầu được bao gồm đã phải bị xóa sau khi Rowling nói với ông rằng nó sẽ mâu thuẫn trực tiếp với một sự kiện trong tiểu thuyết Harry Potter thứ năm chưa được phát hành là Harry Potter và Hội Phượng hoàng. 
Một số nhân vật phụ đã bị loại khỏi phiên bản điện ảnh, nổi bật nhất là Peeves the poltergeist. Nam diễn viên Rik Mayall đã được chọn vào vai này, nhưng những cảnh của anh ấy cuối cùng đã bị cắt khỏi phim và không bao giờ được phát hành. Chương đầu tiên của cuốn sách, được kể theo quan điểm của Vernon và Petunia Dursley, không có trong phim. Cuộc gặp gỡ đầu tiên của Harry và Draco trong cửa hàng áo choàng của Madam Malkin và cuộc đấu tay đôi lúc nửa đêm không có trong phim. Trong phim, trách nhiệm đưa Norbert đi được giao cho Dumbledore, trong khi trong sách, Harry và Hermione phải tự tay đưa cậu bé đến tay bạn bè của Charlie Weasley. Điều này đòi hỏi một sự thay đổi trong cốt truyện giam giữ: trong cuốn sách, Filch bắt Harry và Hermione rời khỏi Tháp Thiên văn và giam giữ họ cùng với Neville và Malfoy, trong khi trong phim, cả ba nhân vật chính đều bị giam giữ sau khi Malfoy tìm thấy họ trong túp lều của Hagrid sau khi giờ.  Theo Kloves, đây là "một phần của cuốn sách mà [Rowling] cảm thấy có thể dễ dàng thay đổi".  Sân Quidditch được thay đổi từ một sân vận động truyền thống thành một sân mở được bao quanh bởi các tháp khán giả. 
Dòng thời gian của cuốn sách không được thực thi trong phim. Trong cuốn sách, sinh nhật lần thứ 11 của Harry là vào năm 1991.  Trên phim trường 4 đường Privet Drive, chứng chỉ của Dudley từ trường tiểu học là năm 2001.

## Phát hành

### Tiếp thị
Teaser poster đầu tiên được phát hành vào ngày 1 tháng 12 năm 2000.  Đoạn giới thiệu đầu tiên được phát hành qua vệ tinh vào ngày 2 tháng 3 năm 2001 và ra mắt tại các rạp chiếu phim với sự ra mắt của See Spot Run.  Vào ngày 29 tháng 6 năm 2001, một đoạn giới thiệu mới được phát hành với sự ra mắt của A.I. Artificial Intelligence.  Một trò chơi điện tử dựa trên bộ phim được phát hành vào ngày 15 tháng 11 năm 2001 bởi Electronic Arts cho một số máy chơi game console.  Một cổng cho trò chơi, cho GameCube, PlayStation 2 và Xbox, được phát hành vào năm 2003.  Mattelgiành được quyền sản xuất đồ chơi dựa trên bộ phim, được bán độc quyền thông qua các cửa hàng của Warner Brothers.  Hasbro cũng sản xuất các sản phẩm, bao gồm cả các sản phẩm bánh kẹo dựa trên những sản phẩm của bộ truyện.  Warner Bros. đã ký một thỏa thuận trị giá 150  triệu đô la Mỹ với Coca-Cola để quảng bá bộ phim,  mặc dù một số người đã chốt thỏa thuận ở mức 40 triệu đến 50 triệu đô la Mỹ trên toàn thế giới cho bộ phim.  Lego đã sản xuất một loạt các bộ dựa trên các tòa nhà và cảnh trong phim, cũng như trò chơi điện tử Lego Creator.

### Chiếu rạp
Harry Potter và Hòn đá Phù thủy đã có buổi ra mắt thế giới tại Quảng trường Odeon Leicester ở London vào ngày 4 tháng 11 năm 2001, với rạp chiếu phim được sắp xếp giống với Trường Hogwarts. 
Phim đã có bản xem trước tại Vương quốc Anh trên 1.137 rạp tại 491 rạp vào ngày 10 và 11 tháng 11 năm 2001. Phim chính thức ra rạp vào ngày 16 tháng 11 năm 2001 trên 1.168 rạp tại 507 rạp ở Vương quốc Liên hiệp Anh và Ireland; tại 3.672 rạp ở Hoa Kỳ và Canada. Đây là bản phát hành rộng nhất vào thời điểm đó ở Anh và Mỹ.

### Phương tiện tại gia
Harry Potter và Hòn đá Phù thủy được phát hành lần đầu trên VHS và DVD vào ngày 11 tháng 5 năm 2002 tại Anh và 28 tháng 5 năm 2002 tại Mỹ. Từ tháng 5 đến tháng 6 năm 2002, bộ phim đã bán được 10 triệu bản, gần 60% trong số đó là doanh số bán đĩa DVD. Nó sẽ tiếp tục kiếm được 19,1 triệu đô la tiền cho thuê, vượt qua The Fast and the Furious vì có số lượng DVD cho thuê lớn nhất. 
Vào tháng 12 năm 2009, một "Ultimate Edition" gồm 4 đĩa được phát hành, với bảy phút các cảnh đã bị xóa được thêm vào, phần đặc biệt có độ dài là Tạo thế giới của Harry Potter Phần 1: Sự bắt đầu kỳ diệu và một tập sách bìa cứng dài 48 trang. Phiên bản mở rộng có thời lượng chạy khoảng 159 phút, trước đó đã được chiếu trong một số buổi phát sóng truyền hình nhất định.  Bộ phim được phát hành lại trên DVD như một phần của 8 đĩa Harry Potter: The Complete 8-Film Collection vào tháng 11 năm 2011, và trên Blu-ray như một phần của Bộ sưu tập 31 đĩa Hogwarts vào tháng 4 năm 2014.

### Tại Việt Nam
Ngoài các quốc gia như Mỹ, Anh công chiếu thì bộ phim cũng đã được TVM Corp. mua về và trình chiếu trên kênh HTV3 vào ngày 3 tháng 1 năm 2014 với phiên bản lồng tiếng Việt. Song đó, nhằm kỷ niệm 20 năm từ khi ra mắt tập đầu tiên của series đình đám Harry Potter. Cartoon Network đã trình chiếu loạt phim trên kênh nhân dịp đánh dấu mốc 20 năm vào ngày 13 tháng 11 năm 2021. Phim lần đầu được công chiếu tại các rạp ở Việt Nam vào ngày 20 tháng 5 năm 2022.

## Đón nhận

### Giải thưởng
Phim được 3 đề cử trong Academy Award: Best Art Direction, Best Costume Design, và Best Original Score chi John Williams. Phim cũng nhận được 7 đề cử trong BAFTA Awards. Bao gồm Best British Film, Best Supporting Actor cho Robbie Coltrane, cũng như giải cho Best Costume Design, Production Design, Makeup and Hair, Sound và Visual Effects. Phim nhận được gỉai Saturn Award cho phần costumes, và được đề cử cho 8 giải khác. Phim giành được giải khác tại Casting Society of America và Costume Designers Guild. Phim được đề cử trong AFI Film Award cho special effects, và Art Directors Guild Award cho thiết kế sản xuất  Phim nhận được giải tại Broadcast Film Critics Award cho Best Live Action Family Film và được đề cử cho Best Child Performance (cho Daniel Radcliffe) và Best Composer (John Williams).
| \| Giải \| Thể loại \| Tên \| Kết quả \| \| ------------------------------------------------- \| ---------------------------------------------------------------------------------- \| --------------------------------------------------------------------------------------------------------------------------------------------------------------------------------------- \| --------- \| \| 74th Academy Awards[10] \| Best Costume Design \| Judianna Mokovsky \| Đề cử \| \| 74th Academy Awards[10] \| Achievement in Art Direction \| Stuart Craig \| Đề cử \| \| 74th Academy Awards[10] \| Best Original Score \| John Williams \| Đề cử \| \| Amanda Awards[19] \| Best Foreign Feature Film \| \| Đề cử \| \| American Film Institute Awards 2001[16] \| Best Digital Effects Artist: \| Robert Legato, Nick Davis, Roger Guyett \| Đề cử \| \| Art Directors Guild Award[17] \| Excellence in Production Design for a Period or Fantasy Film \| Stuart Craig, John King, Neil Lamont, Andrew Ackland-Snow, Peter Francis, Michael Lamont, Simon Lamont, Steve Lawrence, Lucinda Thomson, Stephen Morahan, Dominic Masters, Gary Tomkins \| Đề cử \| \| Awards of the Japanese Academy[20] \| Outstanding Foreign Language Film \| \| Đề cử \| \| Artios Award[14] \| Feature Film – Comedy \| Jane Jenkins, Janet Hirshenson \| Đoạt giải \| \| Bogey Awards[21] \| Bogey Award in Titanium \| \| Đoạt giải \| \| 55th British Academy Film Awards[11] \| Best British Film \| \| Đề cử \| \| 55th British Academy Film Awards[11] \| Best Supporting Actor \| Robbie Coltrane \| Đề cử \| \| 55th British Academy Film Awards[11] \| Best Costume Design \| Judianna Makovsky \| Đề cử \| \| 55th British Academy Film Awards[11] \| Best Production Design \| Stuart Craig \| Đề cử \| \| 55th British Academy Film Awards[11] \| Best Makeup & Hair \| Nick Dudman, Eithne Fennel, Amanda Knight \| Đề cử \| \| 55th British Academy Film Awards[11] \| Best Sound \| \| Đề cử \| \| 55th British Academy Film Awards[11] \| Best Visual Effects \| \| Đề cử \| \| Broadcast Film Critics Association[18] \| Best Family Film (Live Action) \| \| Đoạt giải \| \| Broadcast Film Critics Association[18] \| Best Child Performance \| Daniel Radcliffe \| Đề cử \| \| Broadcast Film Critics Association[18] \| Best Composer \| John Williams \| Đề cử \| \| Broadcast Music Incorporated Film & TV Awards[22] \| BMI Film Music Award \| John Williams \| Đoạt giải \| \| Costume Designers Guild Award[15] \| Excellence in Fantasy Costume Design \| Judianna Makovsky \| Đoạt giải \| \| Eddie Awards[23] \| Best Edited Feature Film – Dramatic \| Richard Francis-Bruce \| Đề cử \| \| Empire Awards[24] \| Best Film \| \| Đề cử \| \| Empire Awards[24] \| Best Debut \| Daniel Radcliffe, Rupert Grint, Emma Watson \| Đề cử \| \| Evening Standard British Film Awards[25] \| Technical Achievement Award \| Stuart Craig \| Đoạt giải \| \| Golden Reel Awards[26] \| Best Sound Editing – Foreign Film \| Eddy Joseph, Martin Cantwell, Nick Lowe, Colin Ritchie, Peter Holt \| Đề cử \| \| 45th Grammy Awards[27] \| Best Score Soundtrack Album for a Motion Picture, Television or Other Visual Media \| John Williams \| Đề cử \| \| Hugo Awards[28] \| Best Dramatic Presentation \| \| Đề cử \| \| 2002 Kids' Choice Awards[29] \| Favorite Movie \| \| Đề cử \| \| 2002 MTV Movie Awards[30] \| Breakthrough Male Performance \| Daniel Radcliffe \| Đề cử \| \| Phoenix Film Critics Society Awards[31] \| Best Family Film \| \| Đoạt giải \| \| Phoenix Film Critics Society Awards[31] \| Best Newcomer \| Daniel Radcliffe \| Đề cử \| \| Phoenix Film Critics Society Awards[31] \| Best Youth Performance \| Emma Watson \| Đề cử \| \| Phoenix Film Critics Society Awards[31] \| Best Costume Design \| Judianna Makovsky \| Đề cử \| \| Phoenix Film Critics Society Awards[31] \| Best Original Score \| John Williams \| Đề cử \| \| Phoenix Film Critics Society Awards[31] \| Best Production Design \| Stuart Craig \| Đề cử \| \| Phoenix Film Critics Society Awards[31] \| Best Visual Effects \| Robert Legato, Nick Davis, John Richardson, Roger Guyett \| Đề cử \| \| 13th Producers Guild of America Awards[32] \| Producer of the Year Award in Theatrical Motion Pictures \| David Heyman \| Đề cử \| \| Satellite Awards[33] \| Best Motion Picture, Animated or Mixed Media \| \| Đề cử \| \| Satellite Awards[33] \| Best Film Editing \| Richard Francis-Bruce \| Đề cử \| \| Satellite Awards[33] \| Best Art Direction \| Stuard Craig \| Đề cử \| \| Satellite Awards[33] \| Best Visual Effects \| Robert Legato, Nick Davis, Roger Guyett, John Richardson \| Đề cử \| \| Satellite Awards[33] \| Outstanding New Talent Special Achievement Award \| Rupert Grint \| Đoạt giải \| \| 28th Saturn Awards[13] \| Best Fantasy Film \| \| Đề cử \| \| 28th Saturn Awards[13] \| Best Director \| Chris Columbus \| Đề cử \| \| 28th Saturn Awards[13] \| Best Supporting Actor \| Robbie Coltrane \| Đề cử \| \| 28th Saturn Awards[13] \| Best Supporting Actress \| Maggie Smith \| Đề cử \| \| 28th Saturn Awards[13] \| Best Performance by a Younger Actor \| Daniel Radcliffe \| Đề cử \| \| 28th Saturn Awards[13] \| Best Performance by a Younger Actress \| Emma Watson \| Đề cử \| \| 28th Saturn Awards[13] \| Best Costumes \| Judianna Makovsky \| Đoạt giải \| \| 28th Saturn Awards[13] \| Best Make-Up \| Nick Dudman, Mark Coulier, John Lambert \| Đề cử \| \| 28th Saturn Awards[13] \| Best Special Effects \| Robert Legato, Nick Davis, Roger Guyett, John Richardson \| Đề cử \| \| Sierra Awards[34] \| Best Family Film \| \| Đoạt giải \| \| Teen Choice Awards[35] \| Choice Movie, Drama/Action Adventure \| \| Đề cử \| \| Young Artist Awards[36] \| Best Family Feature Film – Drama \| \| Đề cử \| \| Young Artist Awards[36] \| Best Performance in a Feature Film – Leading Young Actress \| Emma Watson (Tied with Scarlett Johansson) \| Đoạt giải \| \| Young Artist Awards[36] \| Best Performance in a Feature Film – Supporting Young Actor \| Tom Felton \| Đề cử \| \| Young Artist Awards[36] \| Best ensemble in a Feature Film \| \| Đề cử \| \| Young Artist Awards[36] \| Most Promising Young Newcomer \| Rupert Grint \| Đoạt giải \| |                                                                                    | |           |
| Giải | Thể loại                                                                           | Tên | Kết quả   |
| 74th Academy Awards | Best Costume Design                                                                | Judianna Mokovsky | Đề cử     |
| 74th Academy Awards | Achievement in Art Direction                                                       | Stuart Craig | Đề cử     |
| 74th Academy Awards | Best Original Score                                                                | John Williams | Đề cử     |
| Amanda Awards | Best Foreign Feature Film                                                          | | Đề cử     |
| American Film Institute Awards 2001 | Best Digital Effects Artist:                                                       | Robert Legato, Nick Davis, Roger Guyett | Đề cử     |
| Art Directors Guild Award | Excellence in Production Design for a Period or Fantasy Film                       | Stuart Craig, John King, Neil Lamont, Andrew Ackland-Snow, Peter Francis, Michael Lamont, Simon Lamont, Steve Lawrence, Lucinda Thomson, Stephen Morahan, Dominic Masters, Gary Tomkins | Đề cử     |
| Awards of the Japanese Academy | Outstanding Foreign Language Film                                                  | | Đề cử     |
| Artios Award | Feature Film – Comedy                                                              | Jane Jenkins, Janet Hirshenson | Đoạt giải |
| Bogey Awards | Bogey Award in Titanium                                                            | | Đoạt giải |
| 55th British Academy Film Awards | Best British Film                                                                  | | Đề cử     |
| 55th British Academy Film Awards | Best Supporting Actor                                                              | Robbie Coltrane | Đề cử     |
| 55th British Academy Film Awards | Best Costume Design                                                                | Judianna Makovsky | Đề cử     |
| 55th British Academy Film Awards | Best Production Design                                                             | Stuart Craig | Đề cử     |
| 55th British Academy Film Awards | Best Makeup & Hair                                                                 | Nick Dudman, Eithne Fennel, Amanda Knight | Đề cử     |
| 55th British Academy Film Awards | Best Sound                                                                         | | Đề cử     |
| 55th British Academy Film Awards | Best Visual Effects                                                                | | Đề cử     |
| Broadcast Film Critics Association | Best Family Film (Live Action)                                                     | | Đoạt giải |
| Broadcast Film Critics Association | Best Child Performance                                                             | Daniel Radcliffe | Đề cử     |
| Broadcast Film Critics Association | Best Composer                                                                      | John Williams | Đề cử     |
| Broadcast Music Incorporated Film & TV Awards | BMI Film Music Award                                                               | John Williams | Đoạt giải |
| Costume Designers Guild Award | Excellence in Fantasy Costume Design                                               | Judianna Makovsky | Đoạt giải |
| Eddie Awards | Best Edited Feature Film – Dramatic                                                | Richard Francis-Bruce | Đề cử     |
| Empire Awards | Best Film                                                                          | | Đề cử     |
| Empire Awards | Best Debut                                                                         | Daniel Radcliffe, Rupert Grint, Emma Watson | Đề cử     |
| Evening Standard British Film Awards | Technical Achievement Award                                                        | Stuart Craig | Đoạt giải |
| Golden Reel Awards | Best Sound Editing – Foreign Film                                                  | Eddy Joseph, Martin Cantwell, Nick Lowe, Colin Ritchie, Peter Holt | Đề cử     |
| 45th Grammy Awards | Best Score Soundtrack Album for a Motion Picture, Television or Other Visual Media | John Williams | Đề cử     |
| Hugo Awards | Best Dramatic Presentation                                                         | | Đề cử     |
| 2002 Kids' Choice Awards | Favorite Movie                                                                     | | Đề cử     |
| 2002 MTV Movie Awards | Breakthrough Male Performance                                                      | Daniel Radcliffe | Đề cử     |
| Phoenix Film Critics Society Awards | Best Family Film                                                                   | | Đoạt giải |
| Phoenix Film Critics Society Awards | Best Newcomer                                                                      | Daniel Radcliffe | Đề cử     |
| Phoenix Film Critics Society Awards | Best Youth Performance                                                             | Emma Watson | Đề cử     |
| Phoenix Film Critics Society Awards | Best Costume Design                                                                | Judianna Makovsky | Đề cử     |
| Phoenix Film Critics Society Awards | Best Original Score                                                                | John Williams | Đề cử     |
| Phoenix Film Critics Society Awards | Best Production Design                                                             | Stuart Craig | Đề cử     |
| Phoenix Film Critics Society Awards | Best Visual Effects                                                                | Robert Legato, Nick Davis, John Richardson, Roger Guyett | Đề cử     |
| 13th Producers Guild of America Awards | Producer of the Year Award in Theatrical Motion Pictures                           | David Heyman | Đề cử     |
| Satellite Awards | Best Motion Picture, Animated or Mixed Media                                       | | Đề cử     |
| Satellite Awards | Best Film Editing                                                                  | Richard Francis-Bruce | Đề cử     |
| Satellite Awards | Best Art Direction                                                                 | Stuard Craig | Đề cử     |
| Satellite Awards | Best Visual Effects                                                                | Robert Legato, Nick Davis, Roger Guyett, John Richardson | Đề cử     |
| Satellite Awards | Outstanding New Talent Special Achievement Award                                   | Rupert Grint | Đoạt giải |
| 28th Saturn Awards | Best Fantasy Film                                                                  | | Đề cử     |
| 28th Saturn Awards | Best Director                                                                      | Chris Columbus | Đề cử     |
| 28th Saturn Awards | Best Supporting Actor                                                              | Robbie Coltrane | Đề cử     |
| 28th Saturn Awards | Best Supporting Actress                                                            | Maggie Smith | Đề cử     |
| 28th Saturn Awards | Best Performance by a Younger Actor                                                | Daniel Radcliffe | Đề cử     |
| 28th Saturn Awards | Best Performance by a Younger Actress                                              | Emma Watson | Đề cử     |
| 28th Saturn Awards | Best Costumes                                                                      | Judianna Makovsky | Đoạt giải |
| 28th Saturn Awards | Best Make-Up                                                                       | Nick Dudman, Mark Coulier, John Lambert | Đề cử     |
| 28th Saturn Awards | Best Special Effects                                                               | Robert Legato, Nick Davis, Roger Guyett, John Richardson | Đề cử     |
| Sierra Awards | Best Family Film                                                                   | | Đoạt giải |
| Teen Choice Awards | Choice Movie, Drama/Action Adventure                                               | | Đề cử     |
| Young Artist Awards | Best Family Feature Film – Drama                                                   | | Đề cử     |
| Young Artist Awards | Best Performance in a Feature Film – Leading Young Actress                         | Emma Watson (Tied with Scarlett Johansson) | Đoạt giải |
| Young Artist Awards | Best Performance in a Feature Film – Supporting Young Actor                        | Tom Felton | Đề cử     |
| Young Artist Awards | Best ensemble in a Feature Film                                                    | | Đề cử     |
| Young Artist Awards | Most Promising Young Newcomer                                                      | Rupert Grint | Đoạt giải |